# 戈利齊亞
45°44′58″N 28°59′22″E / 45.74944°N 28.98944°E

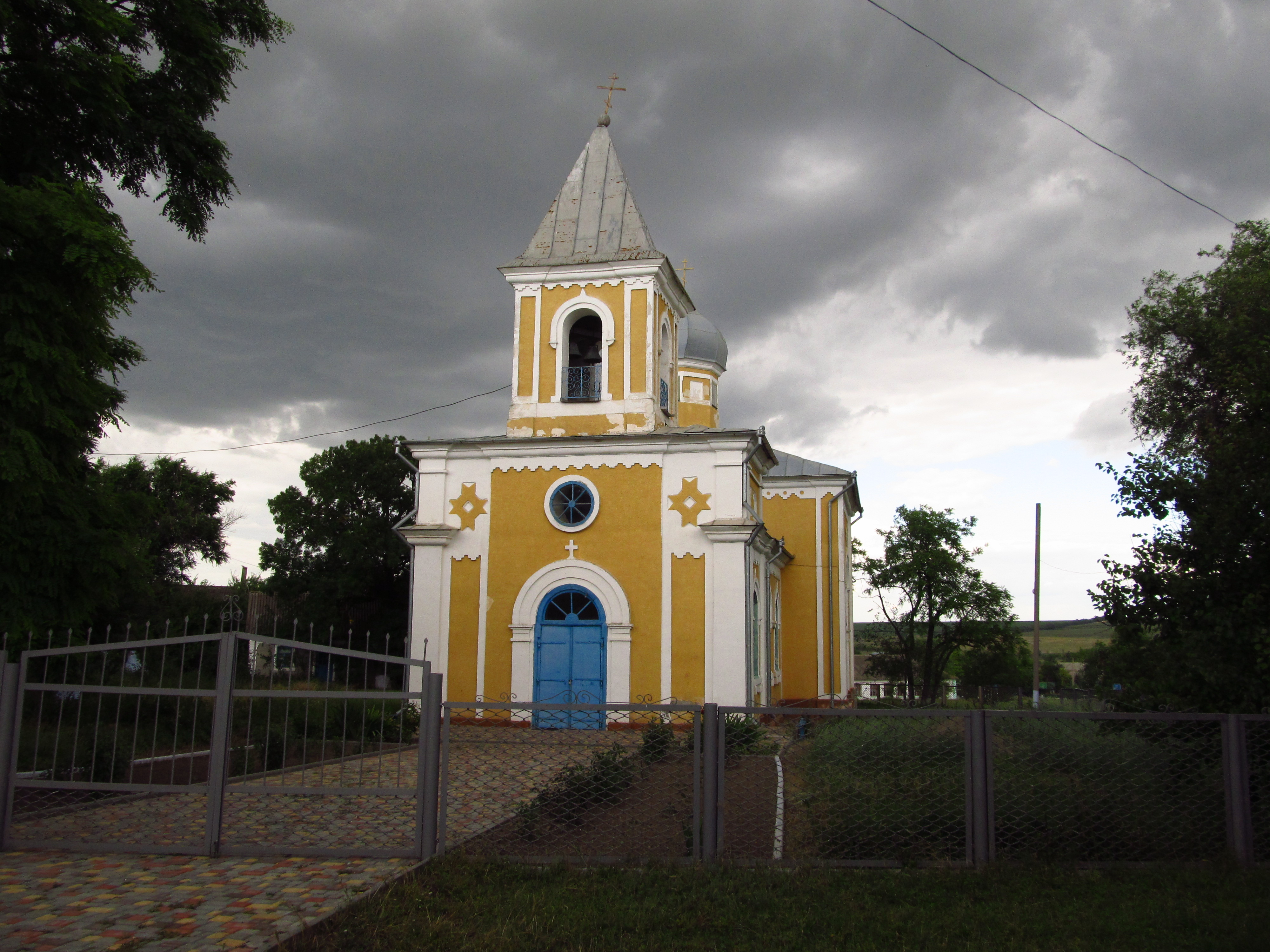

霍利齊亞（烏克蘭語：Голиця）是位於烏克蘭西南部的村莊，由敖德萨州博爾赫拉德區的瓦西利夫卡市鎮負責管轄。該村處於小卡特拉布格河畔，始建於1830年，面積2.33平方公里，海拔高度35米，2001年人口1,506。